# 菲尔绍陨石坑
菲尔绍陨石坑（Virchow）是月球东部，位于界海东南岸的纳皮尔环形山坑内的一座小撞击坑，其名称取自德国政治学、医生、病理学家、组织结构学家及生理学家鲁道夫·路德维希·卡尔·菲尔绍(1821年-1902年)，1979年被国际天文学联合会批准接受。

## 描述

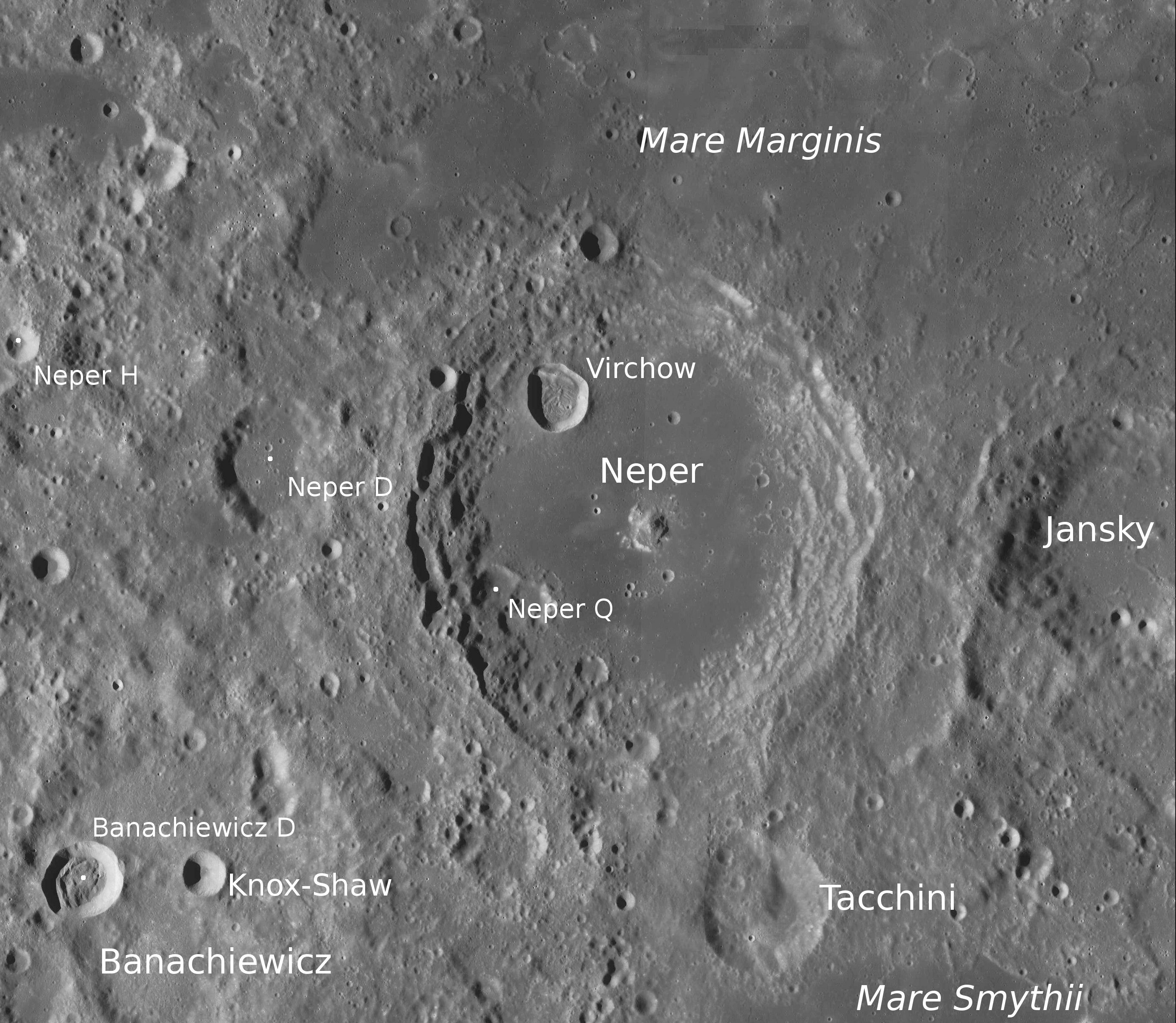
菲尔绍陨石坑的周边，月球勘测轨道飞行器拍摄。

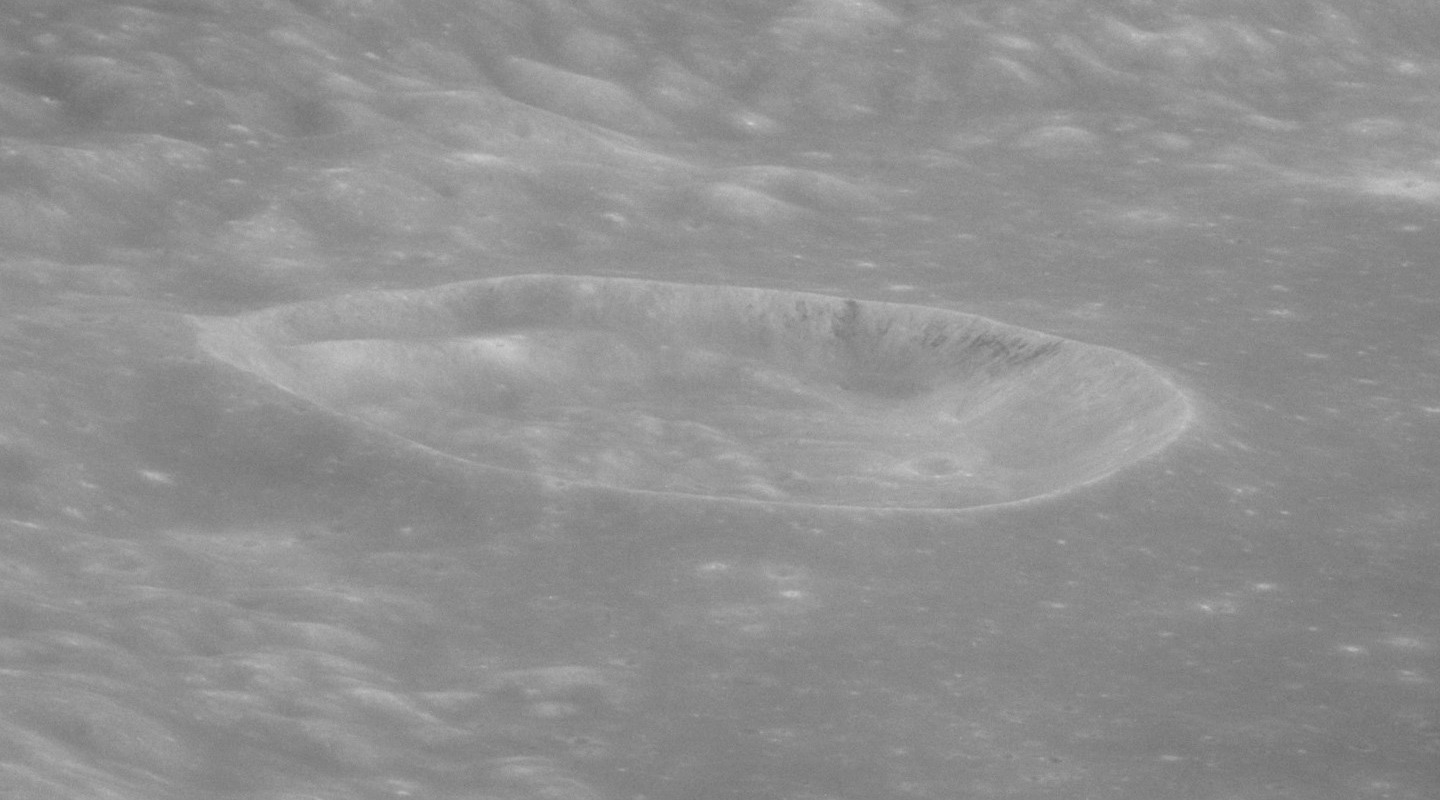
阿波罗11号拍摄的斜视图

该陨坑西北毗邻萨巴提陨石坑、北面不远为泰累尔陨石坑、央斯基环形山坐落在它的东侧、西南靠近巴纳赫维奇环形山及坑内的诺克斯-肖陨石坑，而塔基尼陨石坑则位于它的东南方。菲尔绍陨坑的北面是绵延的界海，往南越过纳皮尔环形山南侧壁，则进入史密斯海。该陨坑中心月面坐标为9°53′N 83°46′E / 9.88°N 83.77°E，直径18.83公里，深度约1.74公里。
菲尔绍陨石坑边缘轮廓呈不规则多边形状，西北侧向外伸出，整体呈现一种不对称的外观。陨坑外侧壁保存较好，西北侧与纳皮尔环形山内侧壁相连接。陨坑自身内壁较为狭窄、陡峭，坑壁平均高出周边地形760米。碗状的坑底相对平坦，没有其它醒目的地貌结构。
该陨石坑在1979年被国际天文学联合会正式命名前，曾被指名为卫星坑"纳皮尔 G"。

## 另请参阅
- Andersson, L. E.; Whitaker, E. A. . NASA RP-1097. 1982.
- Blue, Jennifer. . USGS. July 25, 2007  [2007-08-05]. （原始内容存档于2019-12-05）.
- Bussey, B.; Spudis, P. . New York: Cambridge University Press. 2004. ISBN 978-0-521-81528-4.
- Cocks, Elijah E.; Cocks, Josiah C. . Tudor Publishers. 1995. ISBN 978-0-936389-27-1.
- McDowell, Jonathan. . Jonathan's Space Report. July 15, 2007  [2007-10-24]. （原始内容存档于2019-06-21）.
- Menzel, D. H.; Minnaert, M.; Levin, B.; Dollfus, A.; Bell, B. . Space Science Reviews. 1971, 12 (2): 136–186. Bibcode:1971SSRv...12..136M. doi:10.1007/BF00171763.
- Moore, Patrick. . Sterling Publishing Co. 2001. ISBN 978-0-304-35469-6.
- Price, Fred W. . Cambridge University Press. 1988. ISBN 978-0-521-33500-3.
- Rükl, Antonín. . Kalmbach Books. 1990. ISBN 978-0-913135-17-4.
- Webb, Rev. T. W.  6th revised. Dover. 1962. ISBN 978-0-486-20917-3.
- Whitaker, Ewen A. . Cambridge University Press. 1999. ISBN 978-0-521-62248-6.
- Wlasuk, Peter T. . Springer. 2000. ISBN 978-1-85233-193-1.